# Retjons
Retjons ist eine französische Gemeinde mit 321 Einwohnern (Stand: 1. Januar 2022) im Département Landes in der Region Nouvelle-Aquitaine. Sie gehört zum Kanton Haute Lande Armagnac und zum Arrondissement Mont-de-Marsan. 

## Lage
Nachbargemeinden sind Captieux im Norden, Bourriot-Bergonce im Osten, Saint-Gor im Südosten, Arue im Süden und Lencouacq im Westen. Die Südostgrenze der Gemeinde wird im letzten Drittel seines Laufes vom 16 km langen Flüsschen Vialote gebildet, einem Zufluss des Estampon, in den knapp 1 km flussabwärts auch der Lugaut einmündet.

## Bevölkerungsentwicklung
| Jahr      | 1962 | 1968 | 1975 | 1982 | 1990 | 1999 | 2008 | 2017 |
| --------- | ---- | ---- | ---- | ---- | ---- | ---- | ---- | ---- |
| Einwohner | 575  | 439  | 369  | 297  | 313  | 276  | 317  | 350  |

## Sehenswürdigkeiten
- Kirche Notre-Dame im Ortsteil Lugaut, Monument historique seit 2004
- Kirche Saint-Pierre

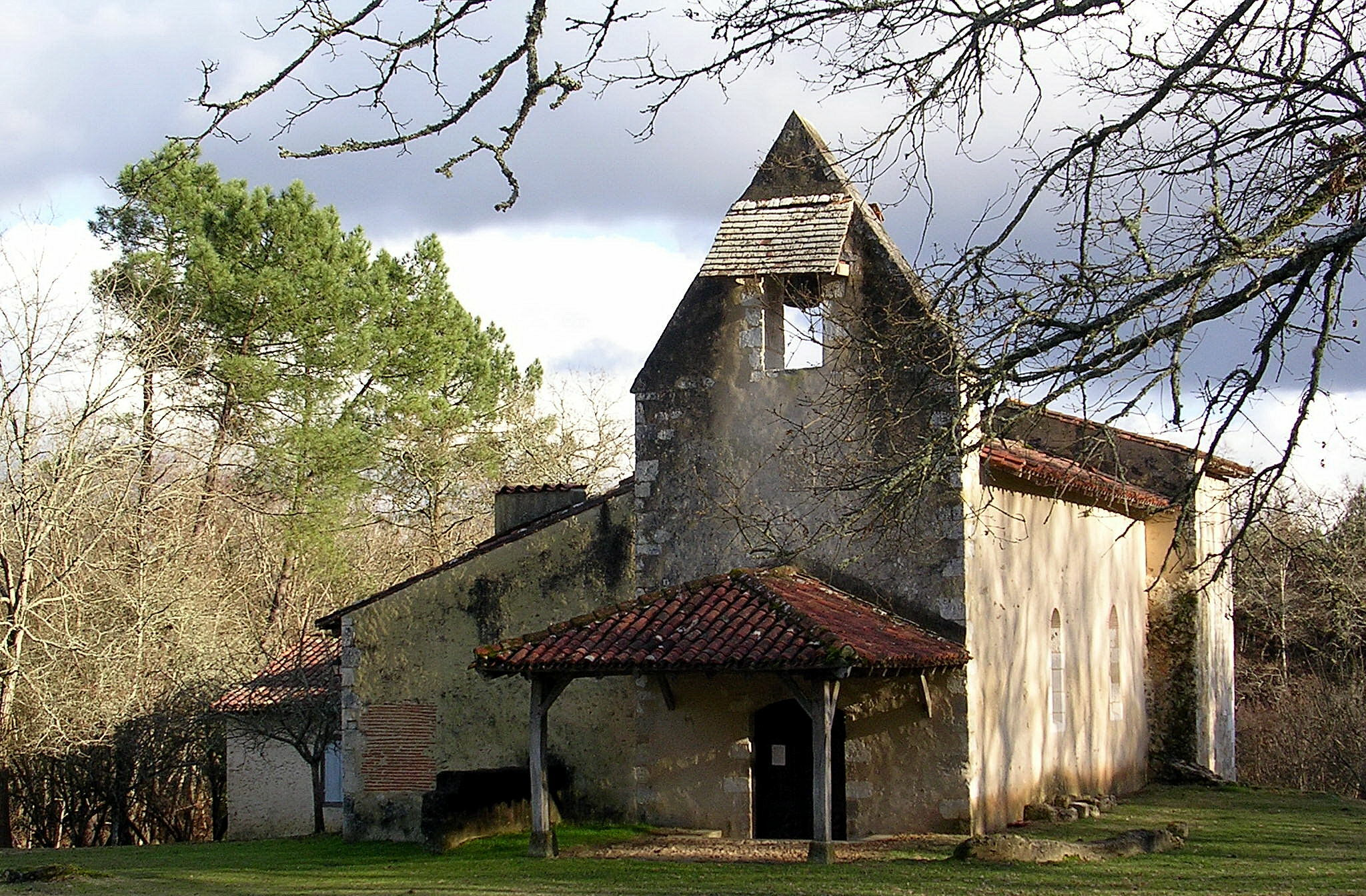
Kirche Notre-Dame
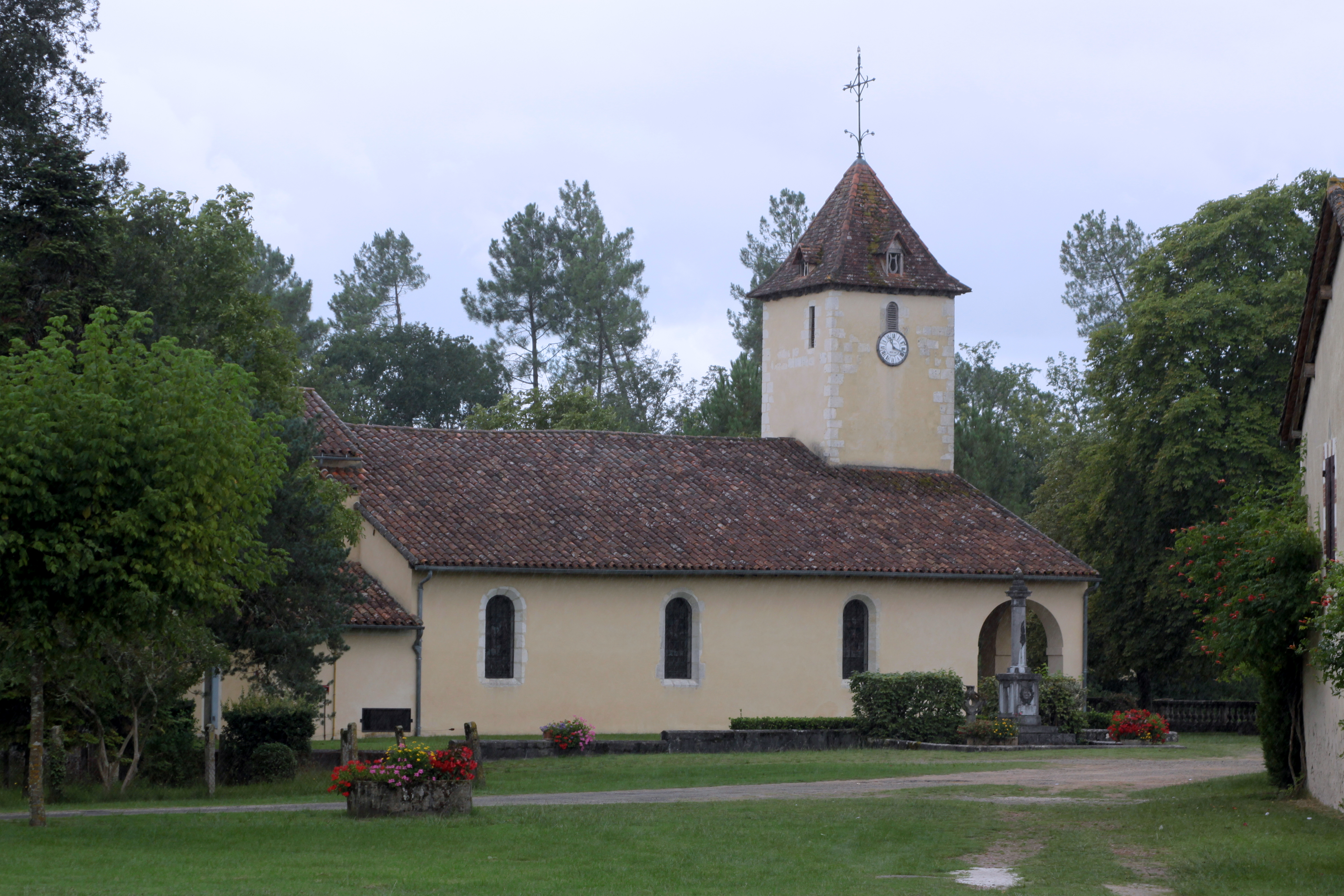
Kirche Saint-Pierre